# Marie-Philomène Nga
Pour les articles homonymes, voir Nga.
Marie-Philomène Nga, née à Douala au Cameroun, est une actrice franco-camerounaise connue pour son rôle de Madame Diallo dans Neuilly sa mère !.

## Biographie
Elle nait à Douala de parents originaires du pays éton, dans la région du Centre du Cameroun.

## Filmographie
- 1996 : Bernie : la femme de ménage
- 1997 : La Cité des alouettes : Mala
- 2000 : Oncle Paul
- 2002 : L'Héritière
- 2002 : Fais-moi des vacances : la mère d'Adama
- 2004 : Si c'est ça la famille : Émilie
- 2005 : Kirikou et les Bêtes sauvages : la mère (voix)
- 2006 : Navarro : Joséphine
- 2006 : L'État de Grace : Mamadou Macky Kébé
- 2008 : Sexe, gombo et beurre salé : Tatie Afoué
- 2008 : Cliente : Madame Drame
- 2008 : La Très Très Grande Entreprise : Mme Kotto
- 2009 : Neuilly sa mère ! : Mme Diallo
- 2010 : Le Mac : Initials PP
- 2010 : Merci papa, merci maman : Odette
- 2010 : Il reste du jambon ? : Madame Coulibaly
- 2011 : Case départ : Madame Diawara
- 2013 : Cheba Louisa : Gaby
- 2013 : La Cité rose : Mariama Khomassi
- 2014 : Plus belle la vie : Nicole Arlan
- 2014 : Le Crocodile du Botswanga : Femme du Ministre des Cabinets
- 2015 : Le Grand Partage : Nassifa
- 2016 : Bienvenue à Marly-Gomont : Tantine Baheta
- 2017 : Il a déjà tes yeux : Mamita
- 2018 : Un mensonge oublié (TV) : Honorine Mangin
- 2019 : Selfie : Marie-Cécile
- 2020 : Il a déjà tes yeux (TV) : Mamita
- 2021 : OSS 117 : Alerte rouge en Afrique noire de Nicolas Bedos : la femme de Léon
- 2022 : Rumba la vie de Franck Dubosc
- 2022 : Meurtres à Font-Romeu de Marion Lallier (TV) : Sœur Marie-Rose
- 2023 : Vermines de Sébastien Vaniček : Claudia

### Doublage
- 2022 : The Woman King : ? ( ? )

## Publication
- « Des mamans en boubous », in Aïssa Maiga (dir.), Noire n'est pas mon métier, Paris, Éditions du Seuil, 3 mai 2018, 128 p. (ISBN 978-2-02-140119-6)